# 今晚，你想點什麼？
《今晚，你想點什麼？》（英語：Tonight），2016年台灣單元劇。由張瓊姿、楊烈、孫情、林若亞、王凱、黃瑄、方大韋、黃荻鈞領銜主演。2015年12月19日開鏡，2016年3月29日殺青。公視主頻於2016年6月18日上檔。接檔《滾石愛情故事》。

## 播出時間

### 首播
| 頻道     | 所在地 | 播映日期      | 播出時間                          |
| -------- | ------ | ------------- | --------------------------------- |
| 公視HD台 | 臺灣   | 2016年6月18日 | 每週六 12:00 - 13:00 （兩集連播） |
| 公視主頻 | 臺灣   | 2016年6月18日 | 每週六 21:00 - 23:00 （四集連播） |
| LINE TV  | 臺灣   | 2016年6月18日 | 每週六 23：00                     |

### 重播
| 頻道     | 所在地 | 播映日期      | 播出時間                         |
| -------- | ------ | ------------- | -------------------------------- |
| 公視主頻 | 臺灣   | 2016年6月19日 | 每週日 01:00 - 03:00（四集連播） |
| 公視主頻 | 臺灣   | 2016年6月25日 | 每週六 13:00 - 15:00（四集連播） |

## 演員列表

### 主要演員
| 演員   | 角色   | 介紹 | 登場集數         |
| 張瓊姿 | May姐  | 45歲，卡拉OK店老闆娘。本名：伍月美。 個性溫暖熱情，十五年前曾有過一段失敗的婚姻並從中逃出。May姐後來來到陌生地與阿萬師共同經營開了這間「愛琳卡拉OK」。May姐對待所有來到卡拉OK店的客人都像家人一樣，總是能用言語和寛厚的心，讓來到卡拉OK店的客人得到安慰，且希望來到卡拉OK店的客人都可以擁有愛人的能力。 | 全劇             |
| 楊烈   | 阿萬師 | 50歲，愛琳卡拉OK店廚師，本名：萬義得。 個性沉默不語，隱身在店內櫃檯內。廚藝高超、擅長果雕，不管客人點了什麼料理，阿萬師都能端上桌，因而有了料理萬能「阿萬師」的名號。阿萬師和May姐之間有一種無須言語的默契，讓兩人總是被客人誤以為是夫妻。                                                              | 1-5, 7-12, 15-20 |

### 其他演員
| 演員   | 角色       | 介紹 | 登場集數                 |
| 丁寧   | 金鳳       | 許金鳳，美髮店老闆娘。 卡拉OK店的常客，阿佩、莉娜、月滿的姊妹淘，在丈夫過世後便沒再婚，在川遠出現的之後，使得金鳳跟阿佩間的姊妹淘感情而起了變化。     | 1-3, 6, 8, 11-13, 15, 20 |
| 林小樓 | 阿佩       | 公家機關員工。 卡拉OK店的常客，金鳳、莉娜、月滿的姊妹淘，曾經訂過婚，但卻沒結成，而在在當年暗戀對象川遠的出現，讓阿佩和金鳳兩人之間的友情起了些漣漪。 | 1, 11, 13-14, 20         |
| 游耀光 | 川遠       | 金鳳與阿佩的高中學長。 川遠再回臺灣，也讓金鳳和阿佩之間有了微妙激盪。                                                                                 | 1, 13                    |
| 吳政迪 | 小龍       | 快遞人員。 喜歡阿曼，因父親入獄而走入歧途，然而阿萬師卻依然不放棄的教導著小龍。                                                                       | 1-2, 16-17               |
| 地球   | 阿宏       | 歐會宏，計程車司機。 卡拉OK店的常客，每次失戀便會來碗「檸檬愛玉」，直到遇到舞蹈老師LiLi，對她一見鍾情。                                                     | 1-2, 11, 14-15, 20       |
| 李佳豫 | LiLi       | 舞蹈老師。 每個學員都對她有意思，然而LiLi卻早與他人有段情。                                                                                           | 1-2                      |
| 孫情   | 老陶       | 阿鵑的丈夫。 卡拉OK店的常客，與妻子阿鵑兩老相依，直到一日阿鵑倒下，讓他人生有了改變。                                                                 | 1-3                      |
| 金美滿 | 阿鵑       | 林阿鵑，老陶的妻子。 卡拉OK店的常客，與丈夫老陶兩老相依，總是替老陶打點一切，直到一日忽然倒地不起。                                                   | 1, 3                     |
| 張子蕾 | 蕾蕾       | 卡拉OK店員工。 | 1, 3-4, 6                |
| 王凱   | 禮華       | 謝禮華，高中老師。 為了導生小璇前往了卡拉OK店，卻意外遇到世瑋。                                                                                       | 4, 6                     |
| 方大韋 | 世瑋       | 徐世瑋，飯店經理。 卡拉OK店的常客，品儀的老公，人人稱羨的一對夫妻，其實與禮華有段感情。                                                               | 1, 4-5                   |
| 黃瑄   | 品儀       | 黃品儀，世瑋的老婆。 卡拉OK店的常客，在意外發現世瑋與禮華有過一段情，也讓這段婚姻降到冰點。                                                           | 1, 4-5                   |
| 吳采庭 | 球球       | 世瑋、品儀的女兒。 | 1, 5                     |
| 高雋雅 | 小璇       | 唐映璇，高中生。 禮華的學生，有點叛逆，時常徘徊在卡拉OK店，是May姐故友的女兒。                                                                        | 1, 3-6, 20               |
| 林若亞 | 莉娜       | 上班族。 卡拉OK店的常客，金鳳、阿佩、月滿的姊妹淘，已在三年前離婚，然而與前夫的三年約定，卻讓莉娜得忍受前婆婆的不時到來。                             | 1, 6-7, 20               |
| 藍一萍 | 桂芳       | 莉娜的前婆婆。 對於兒子與莉娜離婚的事情一直被蒙在鼓裡，直到一次意外得知兩人早已離婚的事實。                                                           | 6-7                      |
| 黃婕菲 | 月滿       | 家庭主婦。 卡拉OK店的常客，金鳳、阿佩、莉娜的姊妹淘，以家庭為重，事事替家人著想，過著平凡的日子，然而在意外之中遇到邵杰，卻讓月滿動用了一段情感。       | 1, 6, 8, 20              |
| 鍾其翰 | 邵         | 年輕牛郎。 千尋的男友，因為千尋車禍住院昏迷不醒，為了龐大醫藥費而做牛郎，卻沒想到也染上了病。                                                         | 5-6, 8-10                |
| 黃荻鈞 | 千尋       | 藍千尋，邵杰的女友。 意外的車禍事故，讓千尋與邵杰兩人的夢想與愛情產生了變化。                                                                             | 6, 9-10                  |
| 華佩   | 千尋姐     | 藍千尋的姐姐。 | 9-10                     |
| 元六   | 阿誠       | 房仲業務員。 阿力的哥哥，為了不讓弟弟阿力辛苦賺錢，也積極的販售房屋，只是至今連一棟也沒成交。                                                         | 11                       |
| 黃鎮   | 阿力       | 船員。 卡拉OK店的常客，阿誠的弟弟，計程車司機阿宏的好朋友，然而卻在一次跑船因為意外而身亡。                                                                 | 11                       |
| 何璦芸 | 韓潔       | 昔日紅歌星。 May姐的好朋友，當年以一首「玫瑰花」紅遍各地，卻也因此常常被要求請吃「宵夜」，造成韓潔在當紅時刻離開臺灣。                                | 12                       |
| 蔡岸龍 | 卓友力     | 韓潔的歌迷粉絲。 曾經替韓潔解圍， 如今中風的他，在兒子意外打探到韓潔的消息，得以再碰面。                                                              | 12                       |
| 林葳   | 舞者       | 韓潔的伴舞。 | 12                       |
| 國寶   | 舞者       | 韓潔的伴舞。 | 12                       |
| 郭思瑜 | 冬冬       | 川遠的女兒。 因為金鳳意外碰見川遠與冬冬的親密舉止，導致兩人之間又陷入冰點。                                                                           | 13                       |
| 胡鴻達 | 浩文       | 卓浩文，阿佩的前未婚夫。 當年不明究理的毀婚，失去聯繫，事隔多年再遇上阿佩，卻已經與他人論及婚嫁。                                                     | 13-14                    |
| 胡利   | 菲菲       | 泌尿科醫師。 因為職業關係，導致至今還是單身，直到一次聯誼遇上阿宏，兩人的互相隱瞞，卻也展開一段戀情。                                                 | 14-15                    |
| 管謹宗 | 李爺爺     | 獨居爺爺。 卡拉OK店常客，子女長期旅居國外，不滿子女私自雇用外傭到家裡，甚至因為誤會而將阿曼趕出門。                                                   | 16                       |
| 劉慈   | 阿曼       | 外籍看護。 照顧李爺爺的越南籍看護，為了讓李爺爺接受自己，便來到了卡拉OK店學唱歌。                                                                     | 15-16                    |
| 鐵齒   | 阿順       | 黑道人士。 小龍的爸爸，阿萬師的拜把兄弟，因事入獄，而將小龍託付給阿萬師照顧。                                                                         | 17                       |
| 珊珊   | 珊珊       | May姐的女兒。 因父親洛哥對其母施暴，意外捲入的珊珊卻斷送了寶貴的小生命。                                                                              | 6, 13, 19                |
| 林義芳 | 洛哥       | 黑道老大。 May姐的丈夫，阿萬師的好兄弟，May姐以為的愛情依附，換來的卻是傷心淚痕，也導致阿萬師與May姐的離去。                                          | 6, 18-20                 |
| 趙唯伶 | 年輕May姐  | 高中生。 與阿萬相戀，然而兩人的情分卻因阿萬入獄而結束，再碰面時卻已嫁給洛哥。                                                                         | 14, 18                   |
| 卞慶華 | 年輕阿萬師 | 高中生。 May姐的初戀，因替好兄弟洛哥頂罪而入獄，出獄後回到洛哥身旁，卻發現May姐已下嫁洛哥。                                                           | 14, 18                   |
| 劉林   | 林桑       | 黑社會大哥。 洛哥的親大哥，當初阿萬師帶著May姐前來依靠，並留下卡拉OK店給兩人經營，隱世多年。                                                          | 1, 19-20                 |

### 特別演出
| 演員   | 角色   | 介紹                       | 登場集數 |
| 馬國賢 | 蔡老闆 | 已婚，LiLi的地下情人。     | 2        |
| 洪瑞霞 | 顧太太 | 與丈夫顧先生生活了40多年。 | 17-18    |

## 電視劇歌曲
| 曲別   | 歌名         | 演唱者         | 作詞   | 作曲         |
| 片頭曲 | 快說你願意   | 九九           | 陳國華 | 九九         |
| 片尾曲 | 燈光         | 謝震廷         | 謝震廷 | 謝震廷       |
| 插曲   | 開始或結束   | 鳳飛飛         | 林煌坤 | 林錫仁       |
| 插曲   | 祝你幸福     | 鳳飛飛         | 林煌坤 | 林家慶       |
| 插曲   | 碎心戀       | 麗娜           | 游娟   | 黃敏         |
| 插曲   | 為你跳舞     | 蔡小虎         | 王尚宏 | 王尚宏       |
| 插曲   | 永恆的回憶   | 孫情           | 莊奴   | 光陽         |
| 插曲   | 最後一夜     | 蔡琴           | 慎芝   | 陳志遠       |
| 插曲   | 牽你的手     | 唐儷、陳隨意   | 石國人 | 王峰、石國人 |
| 插曲   | 雨夜花       | 純純-劉清香    | 周添旺 | 鄧雨賢       |
| 插曲   | 藍色的夢     | 冉肖玲         | 慎芝   | 曾仲影       |
| 插曲   | 愛情的故事   | 方季惟         | 王建青 | 王建青       |
| 插曲   | 玫瑰人生     | 許景淳         | 慎芝   | 陳志遠       |
| 插曲   | 半年         | 黃荻鈞         | 易家揚 | 黃荻鈞       |
| 插曲   | 港都夜雨     | 吳晉淮         | 呂傳梓 | 楊三郎       |
| 插曲   | 玫瑰花       | 龍千玉         | 龍千玉 | 江志文       |
| 插曲   | 今生的諾言   | 陳隨意、謝宜君 | 石國人 | 石國人       |
| 插曲   | 愛我別走     | 葉璦菱         | 王建青 | 王建青       |
| 插曲   | 尚水的伴     | 翁立友         | 許文祺 | 許明傑       |
| 插曲   | 幸福之戀     | 龍千玉         | 石國人 | 石國人       |
| 插曲   | 堅強的男人   | 李明洋         | 張燕清 | 張燕清       |
| 插曲   | 楓林小橋     | 江蕾           | 蕭之華 | 林家慶       |
| 插曲   | 恰似你的溫柔 | 蔡琴           | 梁弘志 | 梁弘志       |

## 拍攝場景
台北市大安區
- 雙月音樂餐廳（愛琳卡拉OK）

新北市林口區
- 葉孟朗好朋友俱樂部

基隆市信義區
- 私立培德高級工業家事職業學校（小璇就讀學校）

宜蘭縣五結鄉
- 風情萬種民宿

## 製作團隊
- 監製：丁曉菁
- 督導：於蓓華、林彥輝、張朝晟
- 製作人：鄭秀英、劉應鐘
- 製作協調：李曉梅
- 編劇：張綺恩
- 導演：黃朝亮
- 執行導演：詹家維
- 製作公司：金享亮企業有限公司

- 副導演：楊宗翰
- 助理導演：張君威
- 統籌：許志清、鄭亦翔
- 場記：李穎怡
- 現場執行製作：張崇玹
- 外聯執行製作：許志清
- 執行助理：張家宏
- 攝影指導：王兆仲
- 攝影：林國華、孫全岑
- 攝影大助：陳燈輝
- 攝影二助：李庭睿
- 攝影助理：黃偉哲
- 燈光師：周志信
- 燈光助理：王文棟、張湛斌
- 美術指導：洪銘澤
- 道具師： 李聖偉
- 道具助理：徐雅娟
- 服裝師：吳淑慧
- 服裝管理：陳淑華
- 髮型師：林僅家
- 化妝師：王仁君
- 化妝助理：朱惠嬨
- 場務：呂文寶
- 場務助理：曾朝吉
- 劇照師：鄭亦翔
- 側錄師：張傑理、湯宗翰
- 剪輯：呂祐嘉
- 調光：王楚喬、袁瑞宏
- 後製成音：瑞音樂有限公司
- 音效：余政憲、李明哲
- 編曲：蔡旻樺、余婷暄
- 錄音：吳旭雯
- 混音：余政憲
- 後期製作：合瑪製作有限公司
- 攝影器材：合瑪製作有限公司
- 場務器材：宗來影視器材

## 獎項紀錄
| 年度   | 大獎         | 獎項             | 入圍者 | 結果 |
| ------ | ------------ | ---------------- | ------ | ---- |
| 2017年 | 第52屆金鐘獎 | 戲劇節目女配角獎 |        | 提名 |

## 外部連結
- 官方网站－公視
- 今晚你想點什麼LINE TV頻道（页面存档备份，存于）

| 臺灣 公視HD台 每週六 12:00 - 13:00        | 臺灣 公視HD台 每週六 12:00 - 13:00              | 臺灣 公視HD台 每週六 12:00 - 13:00 |
| ----------------------------------------- | ----------------------------------------------- | ---------------------------------- |
|                                           | 今晚你想點什麼 （2016年6月18日－2016年8月20日） |                                    |
| 真情旅歷 （2016年2月20日－2016年6月11日） | 真情旅歷 （2016年8月27日－）                    |                                    |

| 臺灣 公視主頻 每週六 21:00 - 23:00           | 臺灣 公視主頻 每週六 21:00 - 23:00              | 臺灣 公視主頻 每週六 21:00 - 23:00 |
| -------------------------------------------- | ----------------------------------------------- | ---------------------------------- |
|                                              | 今晚你想點什麼 （2016年6月18日－2016年7月16日） |                                    |
| 滾石愛情故事 （2016年4月9日－2016年6月11日） | 紫色大稻埕 （2016年7月23日－2017年1月7日）      |                                    |

| 臺灣 民視無線台 每周日22:00 - 23:30        | 臺灣 民視無線台 每周日22:00 - 23:30               | 臺灣 民視無線台 每周日22:00 - 23:30 |
| ------------------------------------------ | ------------------------------------------------- | ----------------------------------- |
|                                            | 今晚你想點什麼 （2019年10月13日－2019年11月17日） |                                     |
| 我的15分鐘 （2019年9月1日－2019年10月6日） | 極光風暴 （2019年11月24日）                       |                                     |